# Hammerbach (Hosewasch)
Der Hammerbach ist ein ca. 2,2 km langer Gebirgsbach, er entspringt am Listsee im Nonner Oberland auf einer Höhe von 640 m, und dann fließt er in einem starken Gefälle in Richtung Nonner Unterland, wo er dann auf einer Höhe von 473 m in der Nähe vom Hainbuchen Platz zusammen mit dem Seebach die sogenannte Hosewasch bildet.